# Igreja Ortodoxa Copta
A Igreja Ortodoxa Copta ou Igreja Copta Ortodoxa de Alexandria (em árabe: الكنيسة القبطية الأرثوذكسية, transl Al-Kanīsah al-Qibṭiyyah al-ʾUrṯūḏuksiyyah; em copta:  Ϯⲉⲕ̀ⲕⲗⲏⲥⲓⲁ ̀ⲛⲣⲉⲙ̀ⲛⲭⲏⲙⲓ ̀ⲛⲟⲣⲑⲟⲇⲟⲝⲟⲥ, transl Tiekklesia Nremnkhemi Northodoksos, lit. 'A Igreja Ortodoxa Egípcia') é uma igreja cristã oriental ortodoxa baseada no Egito, África e Oriente Médio. O Primaz da Igreja e da Sé de Alexandria é o Patriarca de Alexandria sobre a Sé de São Marcos, que também leva o título de papa copta. A Sé de Alexandria é titular, e hoje o papa copta preside a Catedral Copta Ortodoxa de São Marcos, no distrito de Abbasia, no Cairo. A igreja segue o Rito Alexandrino por sua liturgia, oração e patrimônio devocional, assim como as co-irmãs Igreja Ortodoxa Etíope, Igreja Ortodoxa Eritreia, Igreja Católica Eritreia, Igreja Católica Etíope e Igreja Católica Copta. Com 18 a 22 milhões de membros em todo o mundo, dos quais cerca de 15 a 18 milhões estão no Egito, é a Igreja nacional cristã do Egito (copta significa egípcio) e uma das Igrejas da Ortodoxia Oriental mais antigas do mundo. A maior Igreja cristã do Norte da África, é governada pelo seu primaz, o Papa Teodoro II de Alexandria, juntamente com o seu Sínodo.
Segundo sua tradição, a Igreja copta foi estabelecida por São Marcos, o apóstolo e evangelista, em meados do século I (c. 42). Devido a disputas a respeito da natureza de Cristo, ela se separou do resto da cristandade após o Concílio de Calcedônia, em 451, resultando em uma rivalidade com a Igreja Ortodoxa Bizantina. Nos séculos IV e VII, a Igreja copta gradualmente se expandiu devido à cristianização do Império de Axum e de dois dos três reinos núbios, Nobácia e Alódia, enquanto o terceiro reino núbio, Macúria, reconheceu o patriarca copta depois, num primeiro momento, estar alinhado com a Igreja Ortodoxa Bizantina.
Depois de 639, o Egito era governado por seus conquistadores islâmicos da Arábia, e o tratamento dos cristãos coptas variava da tolerância à perseguição aberta. No século XII, a igreja mudou sua sede de Alexandria para o Cairo. O mesmo século viu também os coptas se tornarem uma minoria religiosa. Durante os séculos XIV e XV, o cristianismo núbio foi suplantado pelo islamismo.
Em 1959, a Igreja ortodoxa da Etiópia recebeu autocefalia ou independência. Isso foi estendido à Igreja Ortodoxa Eritreia em 1998, após a bem-sucedida Guerra de Independência da Etiópia.
Desde a Primavera Árabe, em 2011, os coptas vêm sofrendo cada vez mais discriminação religiosa e violência.

## História

Cruz Copta

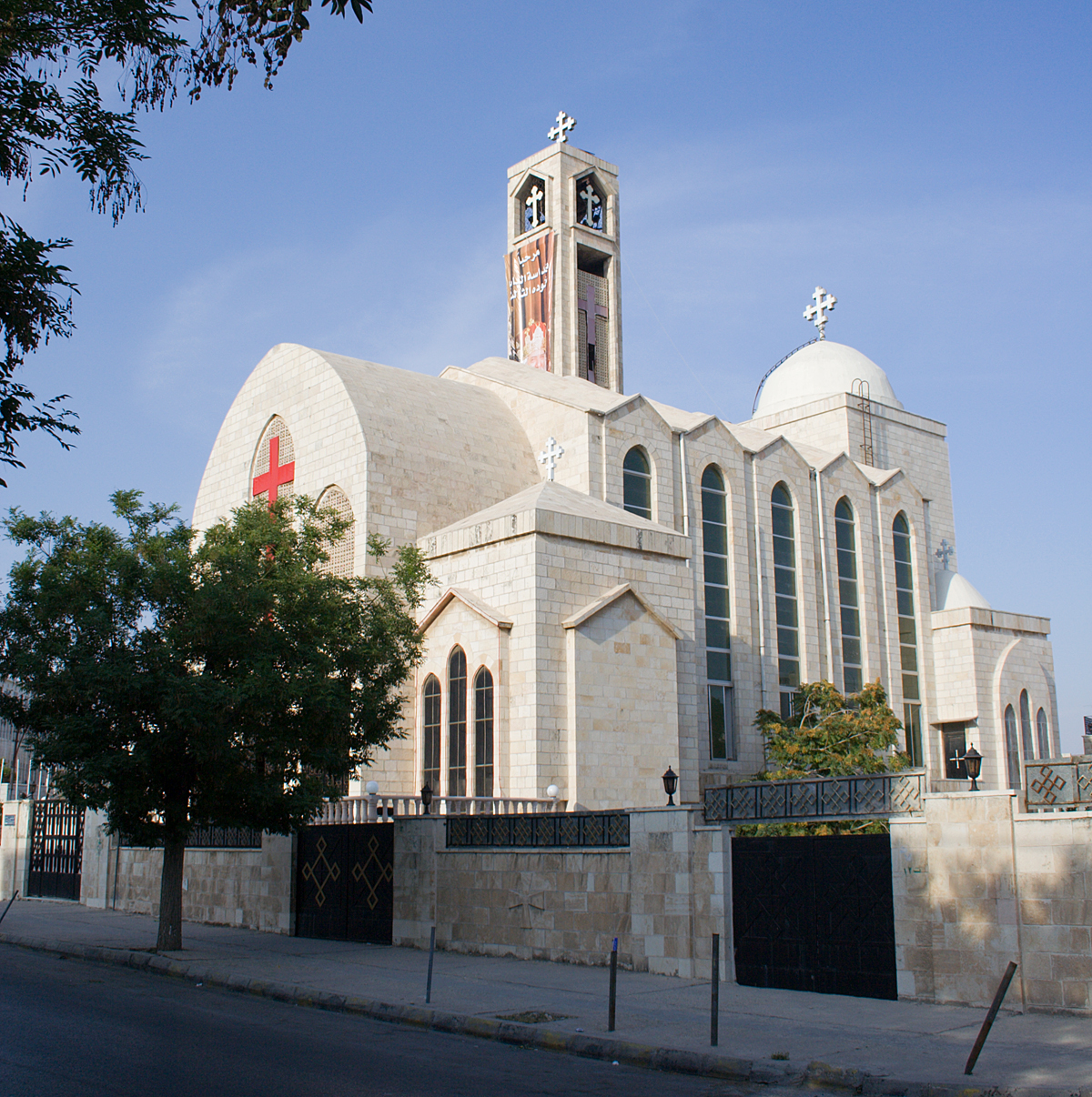
Igreja copta em Amã, Jordânia

Os primeiros cristãos no Egito eram principalmente judeus de Alexandria, tais como Teófilo, a quem Lucas dirige o capítulo introdutório do seu evangelho. Quando a Igreja foi fundada, durante a época do imperador romano Cláudio, um grande número de egípcios, contrariamente a gregos e judeus, abraçou a fé cristã. Esta espalhou-se pelo Egito em poucas décadas, tal como se pode verificar nos escritos do Novo Testamento encontrados em Bahnasa, no Egito Médio, e que datam de cerca do ano 200, e de um fragmento do Evangelho segundo São João, escrito em língua copta, encontrado no Egito Superior e datado da primeira metade do século II.
No século IV um presbítero vindo do que é hoje a Líbia, Ário, iniciou uma discussão teológica sobre a natureza de Jesus Cristo que se espalhou por toda a Cristandade. O Concílio de Niceia (325), convocado pelo imperador Constantino para resolver a questão levou à formulação do Credo de Niceia, ainda hoje recitado por todos os cristãos, e cujo autor é Santo Atanásio.
Um ponto definitivo da Igreja Copta se deu no Concílio de Calcedônia, no ano de 451. O Papa Dióscoro de Alexandria, protestando contra o que percebia como uma influência nestoriana na fórmula calcedoniana e contra a influência do Imperador Marciano, glorificado como santo pelos calcedonianos, convocou o Segundo Concílio de Éfeso, protegendo Eutiques como ortodoxo e separando-se do resto da Igreja. Como resultado, a maior parte da Igreja de Alexandria separou-se das restantes igrejas cristãs por causa das suas características miafisistas, com o remanescente diofisista subsistindo hoje na Igreja Ortodoxa Grega de Alexandria. Este cisma, subsistindo na chamada Ortodoxia Oriental, perdura até hoje.

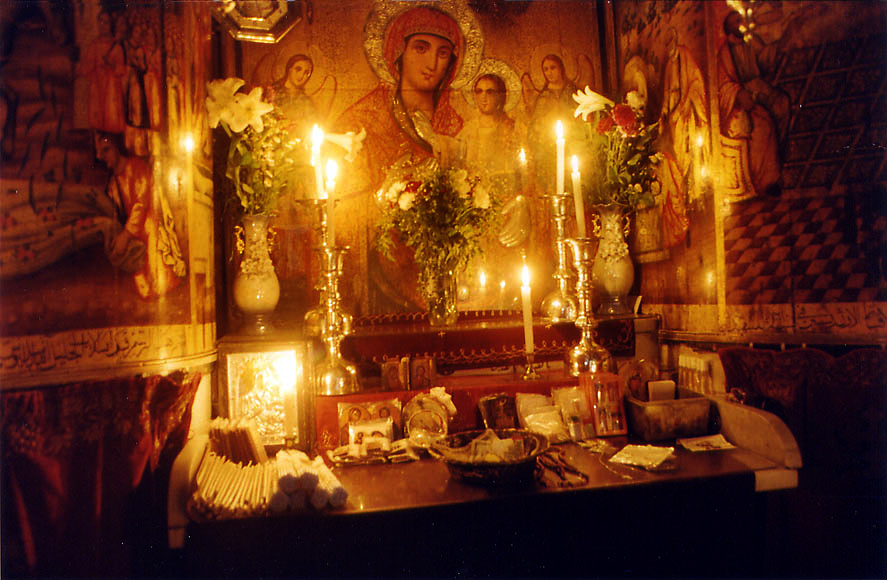
Altar Copta

A Igreja Copta Ortodoxa de Alexandria  teve hegemonia regional por algum tempo, hegemonia esta que foi mantida mesmo algum tempo após a conquista muçulmana do Egito no ano de 639. Gradualmente, no entanto, as conversões ao Islã, largamente influenciadas pelos abusos contra cristãos e pela jizia, transformaram o Egito em um país majoritariamente muçulmano ainda por volta do século XII.
Em 1741, o bispo copta Atanásio de Jerusalém converteu-se ao catolicismo romano, sendo subsequentemente apontado pelo Papa Bento XIV como vigário apostólico de menos de dois mil coptas. Este bispo acabaria retornando para a Igreja Ortodoxa, mas em 1824 foi estabelecido um Patriarca de Alexandria em união com Roma, que progressivamente construiria igrejas praticando o rito alexandrino até que o Papa Leão XIII fatalmente restabeleceu a Igreja Católica Copta em 1895, hoje com sede em Cairo.
No caso da Etiópia, desde o século IV até 1959, o Papa de Alexandria, como Patriarca de Toda a África, sempre indicou um egípcio para ser abuna, ou Arcebispo da igreja local. Porém, em 1959, a Igreja Ortodoxa Etíope obteve finalmente o direito de ter o seu próprio Patriarca nativo, tornando-se assim autocéfala e independente da Igreja Ortodoxa Copta. Subsequentemente, em 1998 foi consagrado um patriarca para a Eritreia, devido à tensão da Guerra Eritreia-Etiópia, estabelecendo assim a Igreja Ortodoxa Eritreia.
Embora as igrejas copta, etíope e eritreia sejam independentes umas das outras, elas se mantêm em plena comunhão umas com as outras. No entanto, as igrejas Etíope e Eritreia ainda reconhecem a supremacia honorária do Papa de Alexandria, e, consequentemente, ainda têm seus respectivos Patriarcas, antes de sua entronização, necessariamente aprovados pelo sínodo da Igreja Copta, que é a Igreja-Mãe das igrejas etíope e eritreia.

## Distribuição

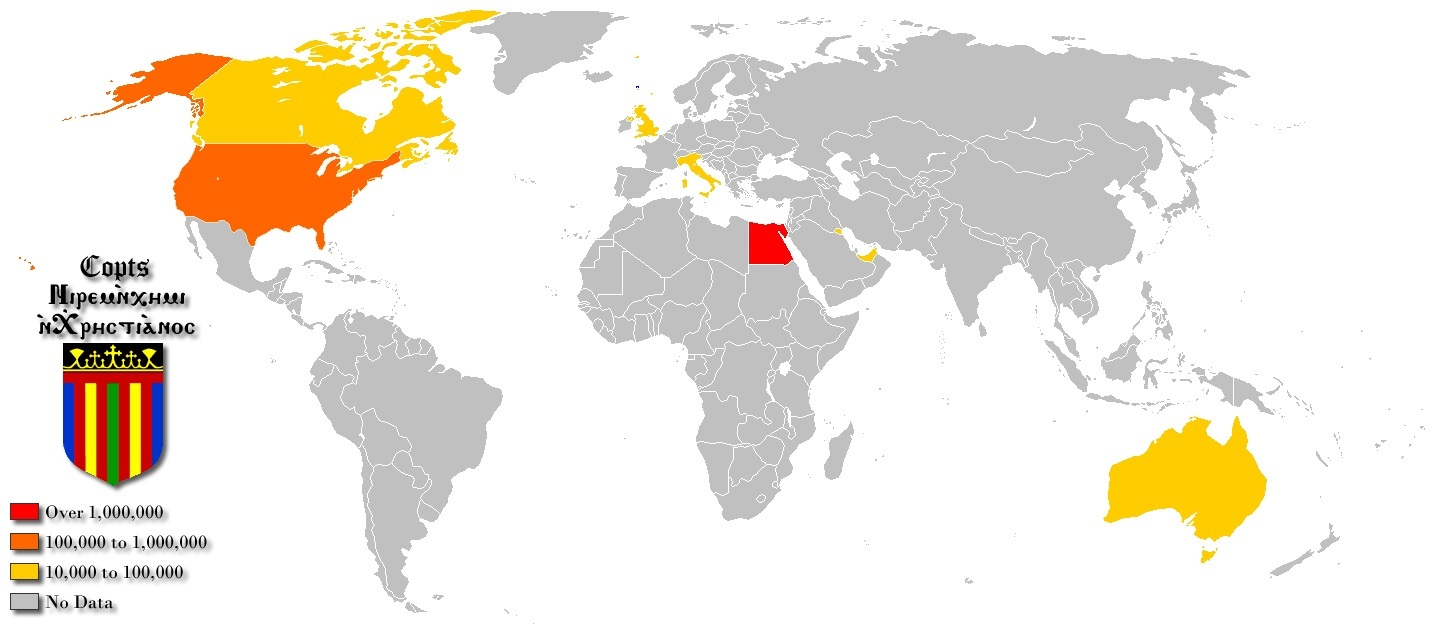
Distribuição mundial dos ortodoxos coptas

O número de cristãos fiéis à Igreja Copta é de cerca de 16 milhões, estando distribuídos principalmente pelo Egito. A Igreja Copta, apesar dos conflitos atuais no país, tem crescido. Segundo representante da E3 Partners muitos muçulmanos têm se convertido em segredo.
Os coptas celebram o Natal em 7 de Janeiro, conforme o calendário juliano. Um costume curioso da Igreja Copta é que, em liturgias ordinárias, ainda se usa a copta, um descendente da língua egípcia, original do Antigo Egito. A Igreja funciona como uma das últimas comunidades preservando esta língua, sendo que, com os vários atentados contra a Biblioteca de Alexandria e a influência de outras línguas (principalmente a árabe) na antiguidade, a língua foi sendo esquecida aos poucos e, logo, tornou-se incompreensível, estando definitivamente extinta no máximo pelo século XVII. Porém, a Igreja Copta mantém viva a língua copta graças a seus ritos litúrgicos.

## Coptas no Brasil
Desde 1993 está presente no Brasil, em missão, o Abuna Aghason Anba Paul. Ele atua como líder da Diocese Copta de São Marcos no Brasil, com Sede na Catedral de São Marcos, na Rua São Borja, 201, no Jabaquara, São Paulo, SP. A presença eclesiástica no Brasil se deve, necessariamente, aos imigrantes coptas que se refugiaram no país. Há também um pequeno número de convertidos brasileiros que frequentam regularmente as liturgias que acontecem aos domingos pela manhã - rezada em três línguas: copta, português e árabe.
Abuna Aghason Anba Paul foi ordenado Bispo pelo Patriarca da Igreja Copta, o Papa Shenouda III de Alexandria, no dia 11 de junho de 2006 na Catedral de São Marcos, no Cairo.

## Galeria

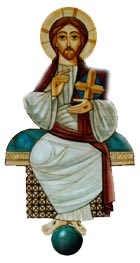
Jesus Cristo em um ícone copta
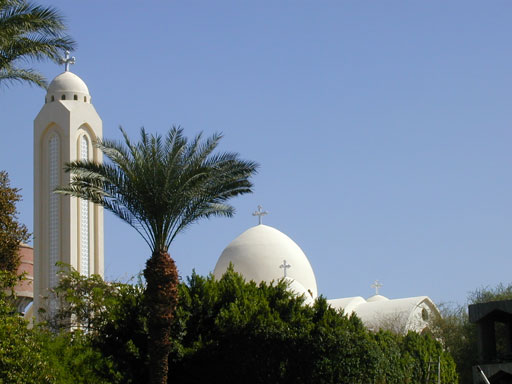
Catedral do Arcanjo Miguel em Aswan
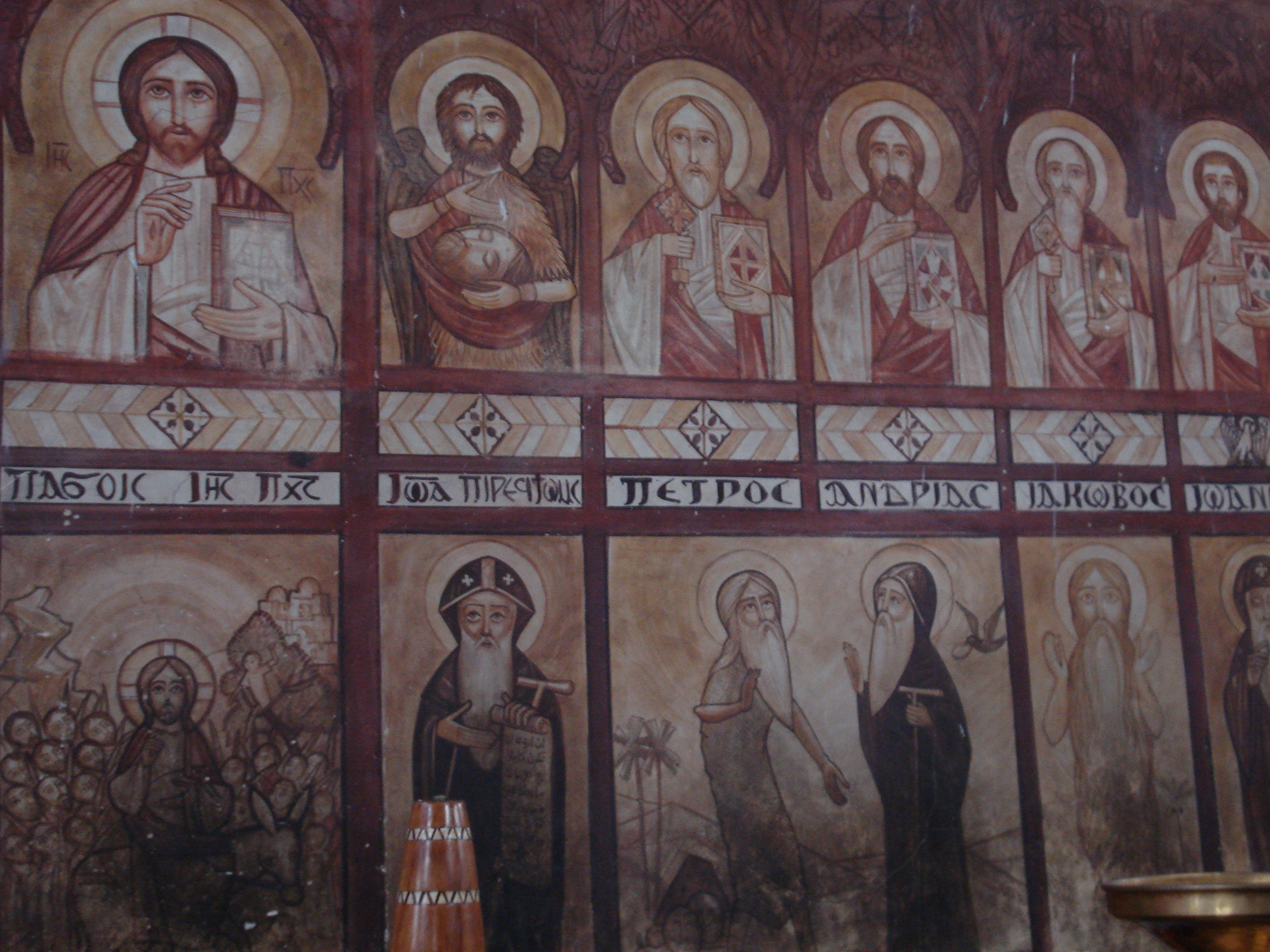
Muro de alívio em uma templo ortodoxo copta (Baixo Egito)
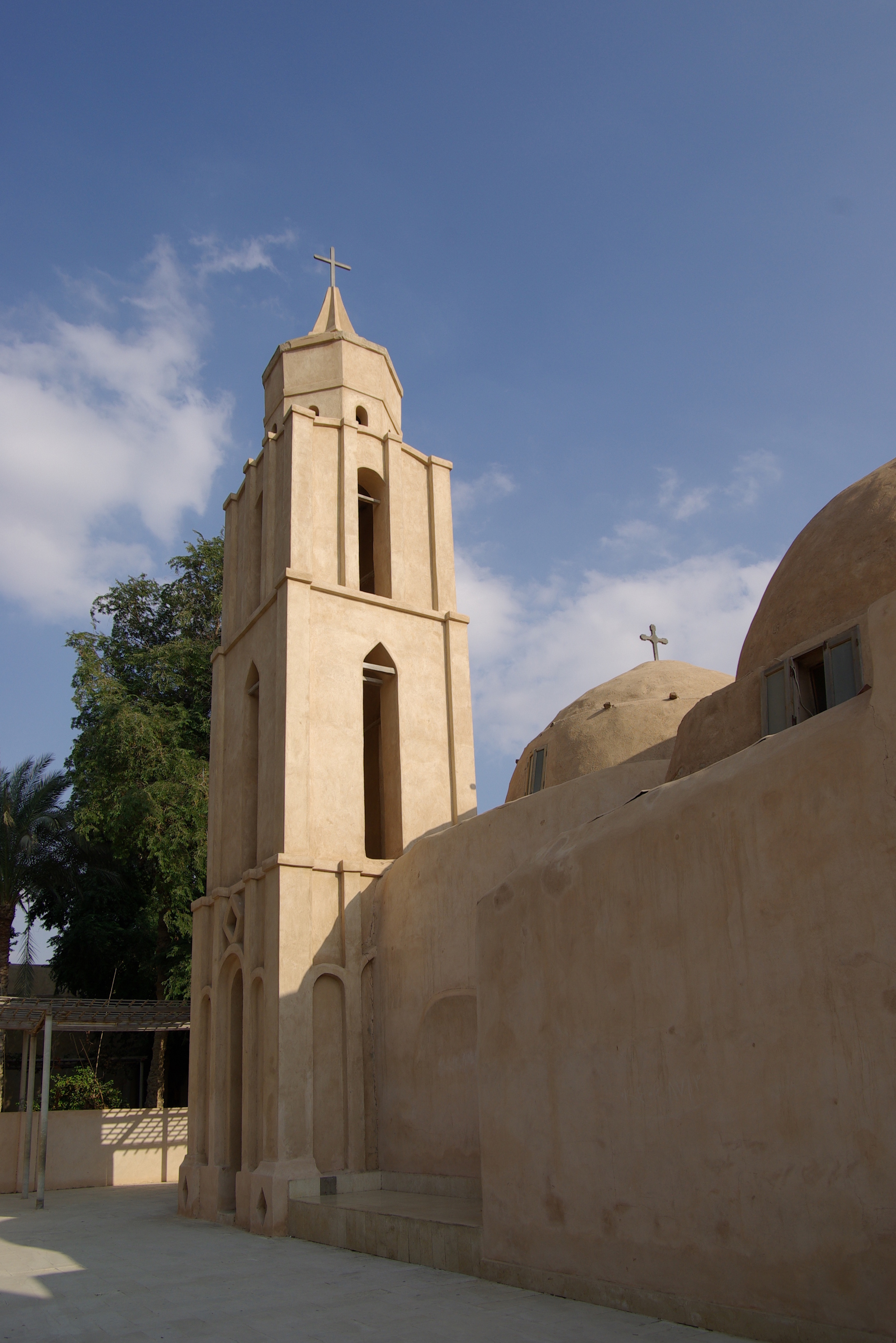
Mosteiro de São Bishoy (Wadi Natrun)
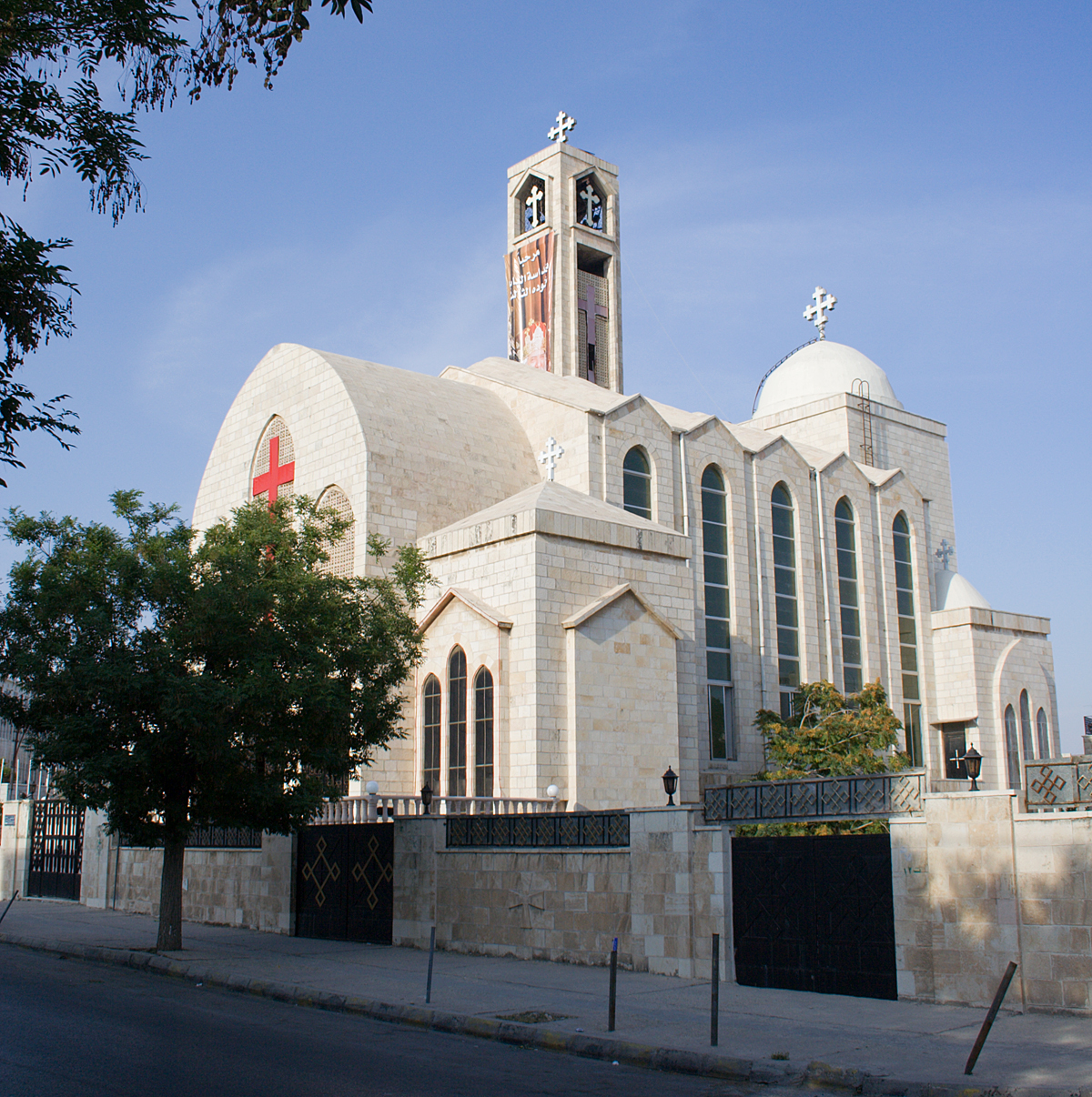
Igreja copta em Amã, Jordânia
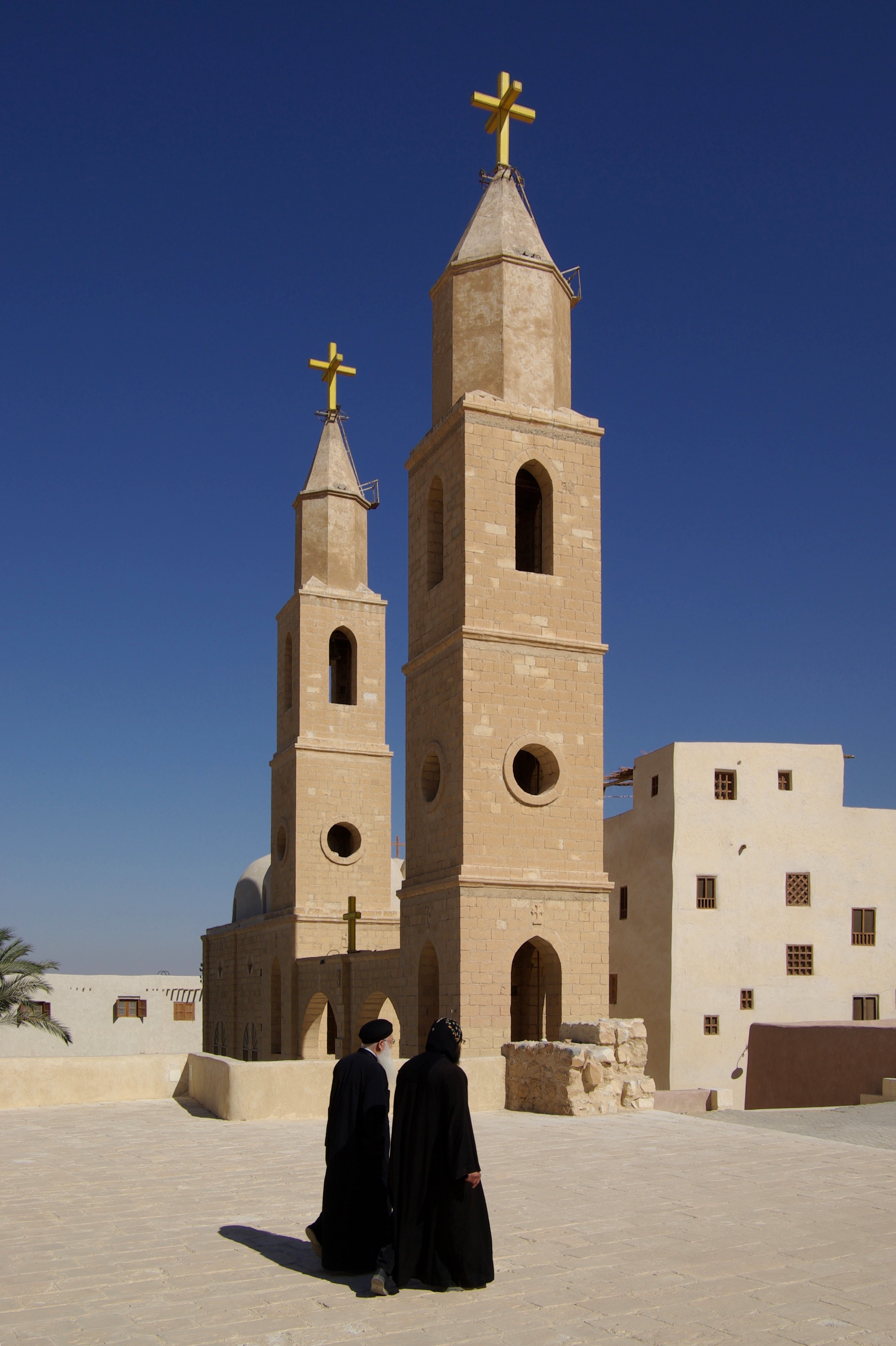
Mosteiro de Santo Antônio no deserto da Arábia
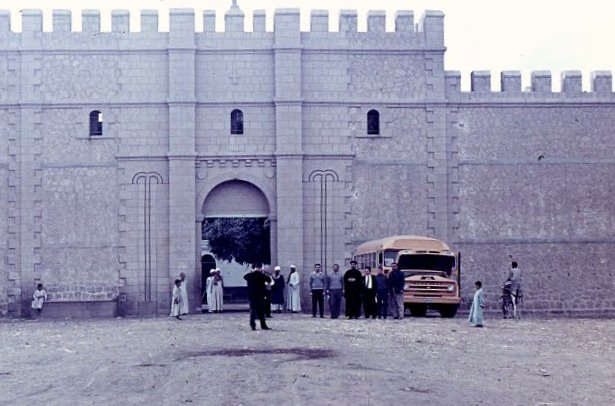
Mosteiro El Muharraq no Egito